# Weird (Hanson)
Weird è un singolo discografico del gruppo musicale statunitense Hanson, pubblicato nel 1998.

## Il brano
Il brano è stato scritto da Isaac Hanson, Taylor Hanson, Zac Hanson e Desmond Child ed estratto dal primo album in studio del gruppo Middle of Nowhere.

## Tracce
- CD Singolo (Canada)

1. Weird (LP version) – 3:59
2. I Will Come to You (Tee's Radio) – 4:20

- CD (UK/Europa)

1. Weird (album version) – 4:02
2. I Will Come to You (Tee's Radio) – 4:20
3. Speechless – 4:20
4. I Will Come to You (Tee's Frozen club mix) – 7:47

## Video
Il videoclip della canzone è stato diretto da Gus Van Sant e girato a New York.